# 北極 (星官)
北極是中國古代星官之一，是一個由五顆星所組成的星官，每顆星又有各自的名字。位於紫微垣之中，在中國占星術中是皇帝的象徵。

## 五星各自名稱
有各種說法，列於其下：
- 《靈臺秘苑》：「北極五星在其中，大帝之座第二珠，第三之星庶子，居第一號曰為太子，四為後宫（所附星圖寫作后宮），五天樞。……中宮紫微北極五星，其末曰紐星，天之樞，所謂北辰者也……以東一星曰太子，二星赤明曰帝，太一之座也，三曰庶子，主五行又主後宮之屬（隋書曰主五星），四曰后。」
- 《宋史‧天文志》稱落下閎云：「北極五星，初一曰帝，次二曰后，次三曰妃，次四曰太子，次五曰庶子。」
- 《宋史‧天文志》引《乾象新書》曰：「第三星主五行，第四星主諸王，第五星為後宮。」
- 《天文備考》稱張衡以第四星，第五星「並為后宮」。又《太平御覽》引《大象列星圖》（《秘書省續編到四庫闕書目》題作天象列星圖）：「 北極五星：一名天極，一名北極，其第一星為太子，第二星最明者為帝，第三星為庶子，餘二後宮屬也，並在紫微宮中央，故謂之中極。」

| 中國星名             | 現代星名            | 所屬星座 | 備註                              |
| -------------------- | ------------------- | -------- | --------------------------------- |
| 太子，北極一         | γ UMi               | 小熊座   | 13 UMi                            |
| 帝，北極二           | β UMi               | 小熊座   | 7 UMi                             |
| 庶子，北極三         | 5 UMi               | 小熊座   | 5 UMi                             |
| （或作後宮），北極四 | 4 UMi               | 小熊座   | 4 UMi                             |
| 天樞，北極五         | HIP 62561\HIP 62572 | 鹿豹座   | 光学双星。和天枢（大熊座α）不同。 |

## 北极增四星
清钦天监1752年编成《仪象考成》星表，北极增加了4颗肉眼可见的星，其中庶子增3星，后宮增1星。
| 中國星名 | 現代星名 | 所屬星座 | 備註 |
| -------- | -------- | -------- | ---- |
| 庶子增一 |          | 小熊座   |      |
| 庶子增二 | 3 UMi    | 小熊座   |      |
| 庶子增三 | 10 UMi   | 小熊座   |      |
| 增一     |          |          |      |